# Renève
Renève település Franciaországban, Côte-d’Or megyében. Lakosainak száma 482 fő (2022. január 1.). Renève Champagne-sur-Vingeanne, Jancigny, Cheuge, Oisilly, Broye-les-Loups-et-Verfontaine és Essertenne-et-Cecey községekkel határos.

## Népesség
A település népessége az elmúlt években az alábbi módon változott:
| Lakosok száma | 341  | 389  | 406  | 428  | 420  | 434  | 438  | 447  | 459  | 482  |
|               | 1968 | 1982 | 1990 | 2006 | 2013 | 2015 | 2017 | 2019 | 2020 | 2022 |